# 桐生市立昭和小学校
桐生市立昭和小学校（きりゅうしりつ しょうわしょうがっこう）は、かつて群馬県桐生市美原町に存在した公立小学校。

## 概要
卒業生の人数は13430人である。
学校関係者
- 初代校長 - 森田精一(1929年4月〜1939年3月)
- 初代PTA会長 - 川辺良雄

## 沿革
- 1929年 - 桐生市立昭和高等尋常小学校として開校
- 1939年 - 高等科が分離して桐生市立昭和尋常小学校と改称
- 1941年 - 桐生市立昭和国民学校と改称 給食調理場の増築落成
- 1947年 - 桐生市立昭和小学校と改称
- 1952年 - プールの新設
- 1964年 - 校旗の樹立、校歌の制定
- 1973年 - プール改修、小プール完成
- 1977年 - 新校舎落成式
- 1982年 - 日時計新設
- 1990年 - 体育館床の改修
- 1991年 - 校庭全面改修
- 1993年～1994年 - 統計グラフコンクール学校努力賞
- 1999年 - コンピュータ室設置
- 2001年 - 砂場設置
- 2002年 - Webページ開設
- 2003年 - 放課後児童クラブ「昭和っ子クラブ」開設
- 2004年 - ブランコ設置
- 2009年 - NHK「ようこそ先輩」 画家の山口晃氏来校
- 2011年 -  各教室にエアコン設置
- 2013年 - 統計グラフ群馬県コンクール 学校最優秀賞
- 2013年3月31日 - 桐生市立南小学校に統合され閉校

その後の様子
- 2013年 - 桐生市立中央中学校サッカー部が校庭、体育館を卓球部が使用
- 2014年 - プール解体 桐生市立中央中学校が新たにプール創設

## 学区
- 錦町一丁目～三丁目
- 稲荷町
- 織姫町
- 美原町
- 清瀬町
- 元宿町
- 本町六丁目の一部：本町通り以西・両毛線以南（374～401）
- 巴町一丁目～二丁目
- 川岸町の一部

## 学校周辺
- 桐生市役所
- 両毛線・わたらせ渓谷線：桐生駅
- 桐生市立昭和中学校
- 群馬県立桐生高等学校
- 美原通り
- 桐生厚生総合病院
- 桐生警察署

## 交通
最寄り駅
JR両毛線桐生駅